# Ahmet Ataýew
Ahmet Ataýew (ur. 19 września 1990 w Aszchabadzie) – turkmeński piłkarz grający na pozycji pomocnika. Od 2018 roku jest zawodnikiem klubu Persela Lamongan.

## Kariera piłkarska
Swoją karierę piłkarską Ataýew rozpoczął w klubie Talyp Sporty Aszchabad, w którym w 2007 roku zadebiutował w pierwszej lidze turkmeńskiej. W 2011 roku był zawodnikiem Aşgabat FK. W latach 2012–2013 grał w HTTU Aszchabad, z którym w 2013 wywalczył mistrzostwo Turkmenistanu.
W 2014 roku Ataýew przeszedł do Altyn Asyr Aszchabad. W latach 2014–2017 czterokrotnie z rzędu wywalczył tytuł mistrza Turkmenistanu. Zdobył też krajowy puchar w latach 2015 i 2016.
W połowie 2017 roku Ataýew został zawodnikiem indonezyjskiego klubu Arema FC. W jego barwach zadebiutował 12 sierpnia 2017 w zremisowanym 0:0 domowym meczu z Persibem Bandung. W Aremie grał do połowy 2018 roku.
W 2018 roku Ataýew przeszedł do klubu Persela Lamongan. Zadebiutował w nim 29 lipca 2017 w wygranym 3:2 domowym meczu z Persipurą Jayapura.

## Kariera reprezentacyjna
W reprezentacji Turkmenistanu Ataýew zadebiutował 27 stycznia 2012 w przegranym 0:4 towarzyskim meczu z Rumunią. W 2019 roku powołano go do kadry na Puchar Azji.